# Poteau
Poteau és una ciutat dels Estats Units a l'estat d'Oklahoma. Segons el cens del 2000 tenia 7.939 habitants.

## Demografia
Segons el cens del 2000, Poteau tenia 7.939 habitants, 3.013 habitatges, i 2.042 famílies. La densitat de població era de 107 habitants per km².
Dels 3.013 habitatges en un 31,6% hi vivien nens de menys de 18 anys, en un 50% hi vivien parelles casades, en un 13,3% dones solteres, i en un 32,2% no eren unitats familiars. En el 28,3% dels habitatges hi vivien persones soles el 14,9% de les quals corresponia a persones de 65 anys o més que vivien soles. El nombre mitjà de persones vivint en cada habitatge era de 2,48 i el nombre mitjà de persones que vivien en cada família era de 3,02.
Per edats la població es repartia de la següent manera: un 24,6% tenia menys de 18 anys, un 12,8% entre 18 i 24, un 26,4% entre 25 i 44, un 19,9% de 45 a 60 i un 16,3% 65 anys o més.
L'edat mediana era de 35 anys. Per cada 100 dones de 18 o més anys hi havia 88,3 homes.
La renda mediana per habitatge era de 26.178 $ i la renda mediana per família de 31.226 $. Els homes tenien una renda mediana de 24.595 $ mentre que les dones 20.625 $. La renda per capita de la població era de 15.175 $. Entorn del 19,3% de les famílies i el 22,1% de la població estaven per davall del llindar de pobresa.

## Poblacions més properes
El següent diagrama mostra les poblacions més properes.